# Duca di Calabria
Duca di Calabria era il tradizionale titolo dell'erede al trono del Regno di Napoli e poi del Regno delle Due Sicilie dal dicembre 1816. 
Dal 1886 è esclusivo appannaggio del successiore in linea diretta del Capo della Real Casa di Borbone Due Sicilie. Fu inoltre adottato dai capi di alcune casate che un tempo rivendicarono il Regno di Napoli in sostituzione del titolo reale.

## Storia
Papa Niccolò II, nel 1059 stipulò un accordo con il normanno Roberto d'Altavilla, detto "il Guiscardo" cui conferì, in cambio dell'omaggio feudale, il titolo ducale di Calabria, il quale suddivise poi il feudo col fratello Ruggero, a cui concedette il titolo Conte di Calabria. Il dominio viene esteso poi alle Puglie nel 1061 e il titolo mutò in quello di Duca di Puglia e Calabria.
Nel 1307 Carlo II d'Angiò concesse il titolo al figlio Roberto e da allora esso venne assunto per diritto di nascita da tutti gli eredi al trono dei successivi regni.
Con la caduta del Regno delle Due Sicilie nel 1861, il titolo fu ancora utilizzato per indicare l'erede al trono e dal 1886 per designare il capo della Real Casa di Borbone-Due Sicilie.
Fu disputato alla morte di Ferdinando Pio Di Borbone: da una parte dal ramo primigenio della Real Casa di Borbone-Due Sicilie, (c.d. Primogenitura Farnesiana), per cui continua a designare il Capo della Casata, mentre, nel contesto del ramo cadetto francese, è usato dal figlio primogenito del Duca di Castro, titolo questo usato per indicare il pretendente a Capo della Real Casa.
Nel 2014 è stato firmato a Napoli, tra i due rami della famiglia, un atto di riconciliazione in cui si riconoscono mutualmente i rispettivi titoli, facendo sì che il titolo ducale di Calabria fosse esclusivo appannaggio del ramo primogenito ispano-napoletano.

Il 14 maggio 2016, tuttavia, il patto venne infranto: il Duca di Castro, non avendo eredi maschi -e senza precedenti nella storia del Casato dei Borbone-Due Sicilie- decise di non riconoscere le consuete e comprovate regole che privilegiano la linea maschile, contravvenendo di fatto così al criterio di successione della legge salica, intendendo far appello al diritto europeo (Trattato di Lisbona 2009) che proibisce la discriminazione tra uomini e donne. Questa decisione fu contestata da Pietro di Borbone-Due Sicilie, in quanto illegittima rispetto al codice legislativo dell'ex Regno delle Due Sicilie e rispetto alle leggi e alle tradizioni di famiglia.

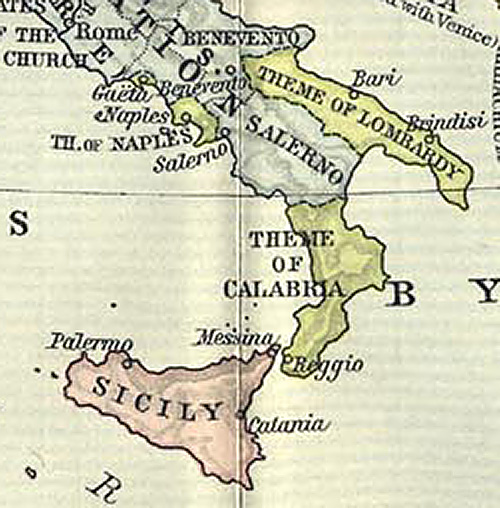
Mappa del Ducato di Calabria o Thema di Calabria intorno al 1000

Ad oggi, in realtà, non esiste alcuno Stato sovrano o nazionale che riconosca suddetti titoli al ramo francese-napoletano (e quintogenito) della dinastia Casa Borbone Due Sicilie, ed ogni pretesa in tal senso da parte dei Duchi di Castro è frutto solo di documentazione autoprodotta o strumentalizzata. Gli unici titoli ducheschi di Calabria - come di seguito - sono riconosciuti al ramo primogenito maschile ispano-napoletano, e ciò mediante sentenze dell'8 marzo 1984, poi del 2012 e del 2014 da parte di autorità governative del Regno di Spagna. Anche la Repubblica Italiana riconosce i titoli ducheschi di Calabria al ramo primogenito ispano-napoletano e ciò con sentenza a latere dell'udienza del giorno 8 maggio 1961 presso il Tribunale di Napoli.

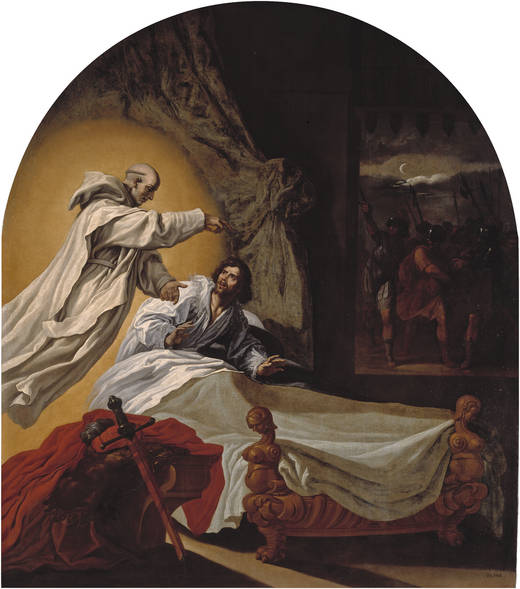
Apparizione di San Bruno al Guiscardo

## Eredi al trono napoletano

### Casato d'Angiò
Angioini 
| Immagine | Nome                            | Erede di   | Nascita          | Duca di Calabria dal | Duca di Calabria fino al                 | Morte             | Altri titoli | Nome da Re | Duchessa di Calabria                          | Note |
| -------- | ------------------------------- | ---------- | ---------------- | -------------------- | ---------------------------------------- | ----------------- | --- | ---------- | --------------------------------------------- | --- |
|          | Roberto d'Angiò il Saggio       | Carlo II   | 1277             | 1296                 | 5 maggio 1309 Salito al trono napoletano | 16 gennaio 1343   | Principe di Salerno e Capua | Roberto I  | Violante d'Aragona e Sicilia Sancha d'Aragona | Figlio di Carlo II di Napoli e Maria d'Ungheria |
|          | Carlo d'Angiò                   | Roberto I  | 1298             | 1309                 | 9 novembre 1328                          | 9 novembre 1328   | Signore di Firenze | –          | Caterina d'Asburgo Maria di Valois            | Figlio di Roberto I di Napoli e Violante d'Aragona e Sicilia |
|          | Andrea d'Ungheria               | –          | 30 ottobre 1327  | 27 settembre 1333    | 18 settembre 1345                        | 18 settembre 1345 | Infante d'Ungheria, principe di Salerno, consorte della regina Giovanna I | –          | Giovanna I                                    | Figlio di Caroberto d'Ungheria e Elisabetta di Polonia Quando Andrea e Giovanna I salirono sul trono, questa rifiutò di condividere col marito la sovranità sul regno e spinse il papa Clemente IV a incoronarla unica sovrana di Napoli, concedendo al marito Andrea il solo titolo di duca di Calabria, che mantenne fino alla morte |
|          | Carlo Martello d'Angiò          | Giovanna I | 25 dicembre 1345 | 25 dicembre 1345     | 12 maggio 1348                           | 12 maggio 1348    | – | –          | –                                             | Figlio di Giovanna I e Andrea d'Ungheria |
|          | Giacomo IV di Maiorca           | –          | 24 agosto 1336   | 26 settembre 1363    | 20 gennaio 1375                          | 20 gennaio 1375   | Re titolare e pretendente al trono del Regno di Maiorca, conte titolare di Rossiglione e di Cerdagna, principe titolare d'Acaia, conte di Clarença, barone di Matagrifó e consorte della regina Giovanna I | –          | Giovanna I                                    | Figlio di Giacomo III di Maiorca e Costanza d'Aragona Fu duca di Calabria come consorte della regina Giovanna I |
|          | Giacomo II di Borbone-La Marche | –          | 1370             | 10 agosto 1415       | 1419                                     | 24 settembre 1438 | Re consorte del Regno di Napoli, conte di la Marche e di Castres | –          | Giovanna II                                   | Figlio di Giovanni I di Borbone-La Marche e Caterina di Vendôme Quando sposò la regina Giovanna II, questa gli negò il titolo regio, attribuendogli soltanto i titoli di Principe di Taranto e Duca di Calabria Costrinse la moglie a concedergli il titolo regio e così divenne re consorte nel 1416, ma, viste le pretese al trono, nel 1419 venne costretto dai baroni napoletani a rinunciare al titolo regio e fu cacciato ed esiliato dal Regno |

 Angiò-Valois 
| Immagine | Nome             | Erede di                      | Nascita           | Duca di Calabria dal            | Duca di Calabria fino al                                                     | Morte             | Altri titoli | Nome da Re                               | Duchessa di Calabria      | Note |
| -------- | ---------------- | ----------------------------- | ----------------- | ------------------------------- | ---------------------------------------------------------------------------- | ----------------- | --- | ---------------------------------------- | ------------------------- | --- |
|          | Luigi d'Angiò    | Giovanna I                    | 23 luglio 1339    | 1380                            | 27 luglio 1382 Salito al trono titolare napoletano                           | 20 settembre 1384 | Duca d'Angiò, Duca di Turenna, conte del Maine, reggente di Francia, signore di Guisa, conte di Provenza, Forcalquier e Poitiers | Luigi I Come re titolare di Napoli       | Maria di Blois            | Figlio di Giovanni II di Francia e Bona di Lussemburgo Nipote di Margherita d'Angiò Nominato erede dalla cugina Giovanna I, cui invece succederà il cugino Carlo di Durazzo Luigi e i suoi successori continuarono a definirsi re titolari di Napoli fino alla morte e quando egli morì le pretese al trono e il titolo venne ereditato dal figlio Luigi II |
|          | Luigi d'Angiò    | Luigi I                       | 5 ottobre 1377    | 27 luglio 1382                  | 20 settembre 1384 Salito al trono titolare napoletano                        | 29 aprile 1417    | – | Luigi II Come re titolare di Napoli      | –                         | Figlio di Luigi I e Maria di Blois Fu brevemente re di Napoli dal 1390 al 1399 |
|          | Luigi d'Angiò    | Luigi II (I) Giovanna II (II) | 25 settembre 1403 | 25 settembre 1403 (I) 1426 (II) | 29 aprile 1417 Salito al trono titolare napoletano (I) 12 novembre 1434 (II) | 12 novembre 1434  | Duca d'Angiò, conte di Provenza, Forcalquier e del Maine                                                                         | Luigi III Come re titolare di Napoli (I) | Margherita di Savoia      | Figlio di Luigi II e Iolanda d'Aragona Nel 1417 successe al padre nei titoli e fu re titolare di Napoli fino al 1426, anno in cui Giovanna II, regina di Napoli e priva di eredi, lo designò solennemente come suo legittimo erede nominandolo duca di Calabria. Tuttavia, Luigi III non regnò mai perché morì prima della regina Giovanna II e tutti i titoli, compreso il trono di Napoli, passarono al fratello Renato, in quanto anche Luigi III era privo di eredi |
|          | Renato d'Angiò   | Giovanna II                   | 16 gennaio 1409   | 12 novembre 1434                | 2 febbraio 1435 Salito al trono napoletano                                   | 10 luglio 1480    | Duca d'Angiò, conte di Provenza e Forcalquier, Duca di Lorena e Bar                                                              | Renato I                                 | Isabella di Lorena        | Figlio di Luigi II e Iolanda d'Aragona Giovanna II, regina di Napoli, lo designò come suo legittimo erede nominandolo duca di Calabria Fu brevemente re di Napoli e dopo la sua deposizione, dal 1442 fino alla sua morte, continuò a intitolarsi Re titolare di Napoli |
|          | Giovanni d'Angiò | Renato I                      | 2 agosto 1424     | 2 febbraio 1435                 | 16 dicembre 1470                                                             | 16 dicembre 1470  | Duca di Lorena, principe di Gerona e governatore di Genova                                                                       | –                                        | Maria di Borbone-Clermont | Figlio di Renato I e Isabella di Lorena Quando suo padre divenne re di Napoli Giovanni fu insignito del titolo di duca di Calabria, che mantenne anche quando Renato fu deposto fino alla sua morte |
|          | Nicola d'Angiò   | Renato I                      | 1448              | 16 dicembre 1470                | 27 luglio 1473                                                               | 27 luglio 1473    | Duca di Lorena, principe di Gerona, marchese di Pont-à-Mousson                                                                   | –                                        | –                         | Figlio di Giovanni d'Angiò e Maria di Borbone-Clermont Succedette al padre come duca di Lorena ed assunse il titolo di duca di Calabria |
|          | Carlo d'Angiò    | Renato I                      | 1446              | 1473                            | 1481                                                                         | 1481              | Duca d'Angiò, conte di Provenza, Forcalquier, del Maine, di Mortain e Gien, visconte di Châtellerault e conte di Guisa           | Carlo IV Come re titolare di Napoli      | Giovanna di Lorena        | Figlio di Carlo IV d'Angiò e Isabella di Lussemburgo-Saint-Pol Usò il titolo di Duca di Calabria come simbolo delle pretese su Napoli che aveva ereditato da Renato I |

Con la morte del duca Carlo V si estinse la linea maschile degli Angioini e la pretensione al trono napoletano andò per linea femminile al Casato di Lorena e di Guisa, i cui membri usarono il titolo di duca di Calabria in qualità di pretendenti e cercarono, approfittando di conflitti che si svolgevano in Italia, di riconquistare il proprio regno.
 Lorena 
| Immagine | Nome                | Erede di | Nascita           | Duca di Calabria dal | Duca di Calabria fino al                             | Morte             | Altri titoli | Nome da Re                           | Duchessa di Calabria                         | Note |
| -------- | ------------------- | -------- | ----------------- | -------------------- | ---------------------------------------------------- | ----------------- | --- | ------------------------------------ | -------------------------------------------- | --- |
|          | Renato di Lorena    | –        | 2 maggio 1451     | 1481                 | 10 dicembre 1493 Salito al trono titolare napoletano | 10 dicembre 1508  | Duca di Lorena e Bar, conte di Vaudémont e Aumale, barone di Elbeuf e Mayenne, signore di Joinville                                                           | Renato II Come re titolare di Napoli | Filippina di Gheldria                        | Figlio di Federico II di Vaudémont e Iolanda d'Angiò Nipote di Renato I Rivendicò il Regno di Napoli come Duca di Calabria dal 1480–1493 e come Re di Napoli e di Gerusalemme dal 1493–1508 |
|          | Antonio di Lorena   | –        | 4 giugno 1489     | 10 dicembre 1493     | 14 giugno 1544                                       | 14 giugno 1544    | Duca di Lorena e Bar, marchese di Pont-à-Mousson | –                                    | Renata di Borbone-Montpensier                | Figlio di Renato II e Filippina di Gheldria Successe il padre come Duca di Calabria e usò questo titolo come simbolo della sua pretesa sul Regno di Napoli fino alla sua morte              |
|          | Francesco di Lorena | –        | 23 agosto 1517    | 14 giugno 1544       | 12 giugno 1545                                       | 12 giugno 1545    | Duca di Lorena e Bar | –                                    | Cristina di Danimarca                        | Figlio di Antonio di Lorena e Renata di Borbone-Montpensier |
|          | Carlo di Lorena     | –        | 18 febbraio 1543  | 12 giugno 1545       | 14 maggio 1608                                       | 14 maggio 1608    | Duca di Lorena e Bar | –                                    | Claudia di Valois                            | Figlio di Francesco di Lorena e Cristina di Danimarca |
|          | Enrico di Lorena    | –        | 8 novembre 1563   | 14 maggio 1608       | 31 luglio 1624                                       | 31 luglio 1624    | Duca di Lorena e Bar, marchese di Pont-à-Mousson | –                                    | Margherita Gonzaga                           | Figlio di Carlo di Lorena e Claudia di Valois |
|          | Francesco di Lorena | –        | 27 febbraio 1572  | 21 novembre 1625     | 26 novembre 1625                                     | 14 ottobre 1632   | Duca di Lorena e Bar | –                                    | Cristina di Salm                             | Figlio di Carlo di Lorena e Claudia di Valois Il 26 novembre 1625 abdicò in favore di suo figlio Carlo                                                                                      |
|          | Carlo di Lorena     | –        | 5 aprile 1604     | 26 novembre 1625     | 19 gennaio 1634                                      | 18 settembre 1675 | Duca di Lorena e Bar | –                                    | Nicoletta di Lorena                          | Figlio di Francesco II di Lorena e Cristina di Salm Nel 1634 abdicò in favore del fratello più giovane Nicola                                                                               |
|          | Nicola di Lorena    | –        | 12 dicembre 1612  | 19 gennaio 1634      | 1661                                                 | 25 gennaio 1670   | Duca di Lorena e Bar | –                                    | Claudia Francesca di Lorena                  | Figlio di Francesco II di Lorena e Cristina di Salm Nel 1661 abdicò in favore del fratello Carlo                                                                                            |
|          | Carlo di Lorena     | –        | 5 aprile 1604     | 28 febbraio 1661     | 18 settembre 1675                                    | 18 settembre 1675 | Duca di Lorena e Bar | –                                    | Béatrice de Cusance Marie Louise d'Aspremont | Figlio di Francesco II di Lorena e Cristina di Salm |
|          | Carlo di Lorena     | –        | 3 aprile 1643     | 18 settembre 1675    | 18 aprile 1690                                       | 18 aprile 1690    | Duca titolare di Lorena e Bar | –                                    | Eleonora Maria Giuseppina d'Austria          | Figlio di Nicola di Lorena e Claudia Francesca di Lorena |
|          | Leopoldo di Lorena  | –        | 11 settembre 1679 | 18 aprile 1690       | 27 marzo 1729                                        | 27 marzo 1729     | Duca di Lorena e Bar, duca di Teschen | –                                    | Elisabetta Carlotta di Borbone-Orléans       | Figlio di Carlo di Lorena e Eleonora Maria Giuseppina d'Austria |
|          | Francesco di Lorena | –        | 8 dicembre 1708   | 27 marzo 1729        | 18 agosto 1765                                       | 18 agosto 1765    | Duca di Lorena e Bar, duca di Teschen, granduca di Toscana, arciduca consorte d'Austria, re consorte di Boemia e Ungheria, Imperatore del Sacro Romano Impero | –                                    | Maria Teresa d'Austria                       | Figlio di Leopoldo di Lorena e Elisabetta Carlotta di Borbone-Orléans |

Con l'unione tra Francesco I di Lorena e Maria Teresa d'Asburgo la pretensione al trono napoletano andò agli Asburgo-Lorena e il titolo di duca di Calabria venne usato fino alla creazione del titolo di imperatore d'Austria da parte di Francesco II d'Asburgo-Lorena.

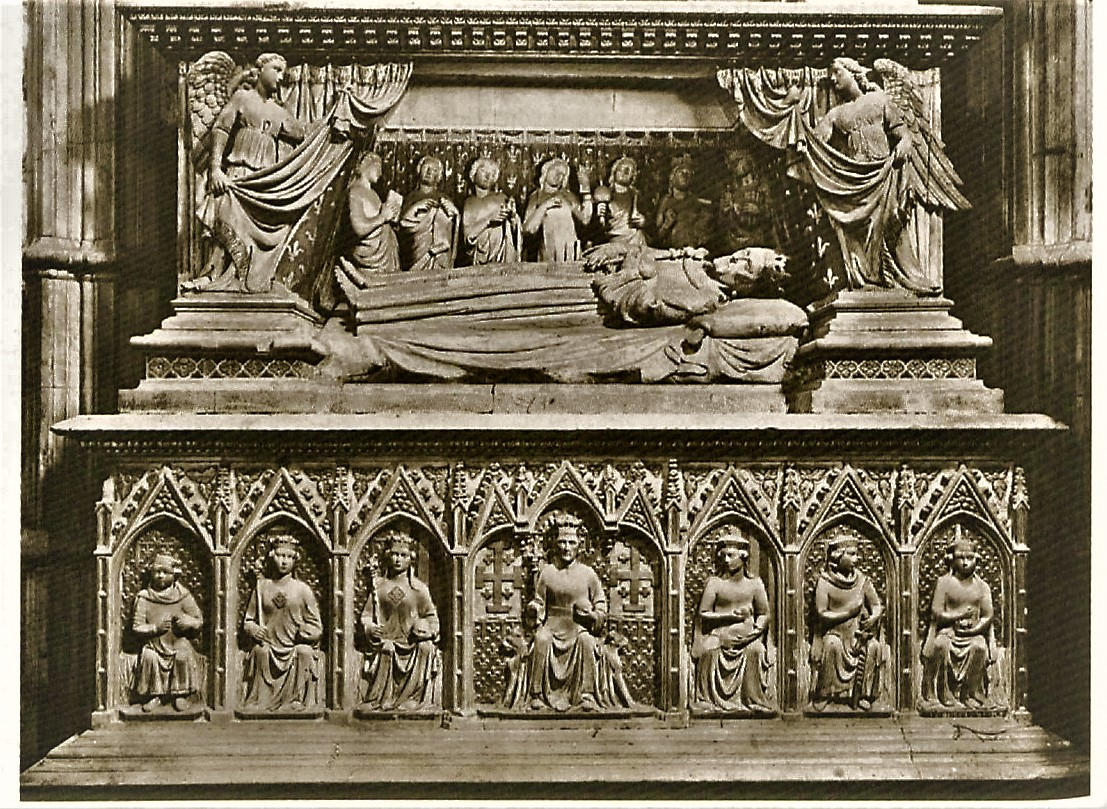
Sepolcro di Roberto d'Angio prima del bombardamento dell' agosto 1943, Napoli, basilica di Santa Chiara

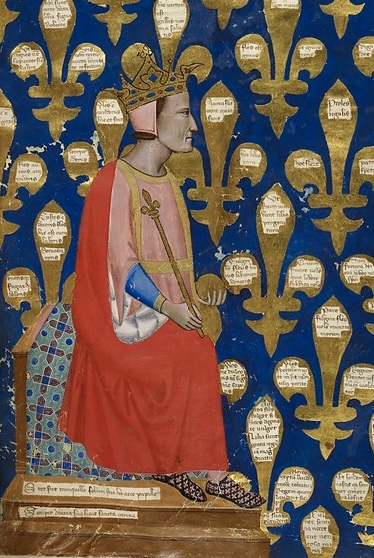
Roberto d’Angiò, particolare del manoscritto dei Regia Carmina di Convenevole da Prato, metà del XIV secolo. Firenze, Biblioteca Nazionale

 Asburgo-Lorena 
| Immagine | Nome                       | Erede di | Nascita          | Duca di Calabria dal | Duca di Calabria fino al | Morte            | Altri titoli | Nome da Re | Duchessa di Calabria           | Note                                                         |
| -------- | -------------------------- | -------- | ---------------- | -------------------- | ------------------------ | ---------------- | --- | ---------- | ------------------------------ | ------------------------------------------------------------ |
|          | Giuseppe d'Asburgo-Lorena  | –        | 13 marzo 1741    | 18 agosto 1765       | 20 febbraio 1790         | 20 febbraio 1790 | Imperatore del Sacro Romano Impero, arciduca d'Austria, re apostolico d'Ungheria e Boemia, re in Germania, re di Croazia e Slavonia, sovrano dei Paesi Bassi austriaci, gran Principe di Transilvania, duca di Milano               | –          | Maria Giuseppa di Baviera      | Figlio di Francesco di Lorena e Maria Teresa d'Austria       |
|          | Leopoldo d'Asburgo-Lorena  | –        | 5 maggio 1747    | 30 settembre 1790    | 1º marzo 1792            | 1º marzo 1792    | Imperatore del Sacro Romano Impero, arciduca regnante d'Austria, re apostolico d'Ungheria, re di Boemia, re in Germania, re di Croazia e Slavonia, sovrano dei Paesi Bassi austriaci, gran Principe di Transilvania, duca di Milano | –          | Maria Luisa di Borbone         | Figlio di Francesco di Lorena e Maria Teresa d'Austria       |
|          | Francesco d'Asburgo-Lorena | –        | 12 febbraio 1768 | 5 luglio 1792        | 11 agosto 1804           | 2 marzo 1835     | Imperatore del Sacro Romano Impero, arciduca regnante d'Austria, re Apostolico d'Ungheria, re di Boemia, sovrano dei Paesi Bassi austriaci, re in Germania, re di Croazia e Slavonia, gran Principe di Transilvania, duca di Milano | –          | Maria Teresa di Borbone-Napoli | Figlio di Leopoldo d'Asburgo-Lorena e Maria Luisa di Borbone |

### Casato d'Aragona
Trastámara d'Aragona di Napoli 
| Immagine | Nome                 | Erede di     | Nascita          | Duca di Calabria dal | Duca di Calabria fino al                   | Morte            | Altri titoli | Nome da Re    | Duchessa di Calabria              | Note |
| -------- | -------------------- | ------------ | ---------------- | -------------------- | ------------------------------------------ | ---------------- | --- | ------------- | --------------------------------- | --- |
|          | Alfonso d'Aragona    | Giovanna II  | 24 febbraio 1396 | agosto 1420          | giugno 1423 Diseredato da Giovanna II      | 27 giugno 1458   | Re d'Aragona, re di Sicilia, re di Sardegna e Corsica, re di Maiorca, re di Valencia, conte di Barcellona e delle altre contee catalane | Alfonso I     | Maria di Trastámara               | Figlio di Ferdinando I d'Aragona e Eleonora d'Alburquerque Nominato erede dalla regina Giovanna II                                                                               |
|          | Ferdinando d'Aragona | Alfonso I    | 2 giugno 1424    | 2 giugno 1442        | 27 giugno 1458 Salito al trono napoletano  | 25 gennaio 1494  | Presidente del Sacro regio consiglio | Ferdinando I  | Isabella di Chiaromonte           | Figlio di Alfonso I e Gueraldona Carlino |
|          | Alfonso d'Aragona    | Ferdinando I | 4 novembre 1448  | 27 giugno 1458       | 25 gennaio 1494 Salito al trono napoletano | 18 dicembre 1495 | Signore di Siena | Alfonso II    | Ippolita Maria Sforza             | Figlio di Ferdinando I e Isabella di Chiaromonte |
|          | Ferdinando d'Aragona | Alfonso II   | 26 giugno 1467   | 25 gennaio 1494      | 23 gennaio 1495 Salito al trono napoletano | 7 ottobre 1496   | – | Ferdinando II | –                                 | Figlio di Alfonso II e Ippolita Maria Sforza |
|          | Ferdinando d'Aragona | Federico I   | 15 dicembre 1488 | 7 settembre 1496     | 26 ottobre 1550                            | 26 ottobre 1550  | Viceré di Valencia | –             | Germana de Foix Mencía de Mendoza | Figlio di Federico I e Isabella del Balzo Continuò ad usare il titolo di duca di Calabria fino alla morte anche dopo la conquista del regno di Napoli da parte di Ferdinando III |

 Trastámara d'Aragona 
| Immagine | Nome                 | Erede di       | Nascita         | Duca di Calabria dal | Duca di Calabria fino al                   | Morte           | Altri titoli | Nome da Re     | Duchessa di Calabria  | Note |
| -------- | -------------------- | -------------- | --------------- | -------------------- | ------------------------------------------ | --------------- | --- | -------------- | --------------------- | --- |
|          | Ferdinando d'Aragona | Federico I     | 10 marzo 1452   | 1501                 | 1504                                       | 23 gennaio 1516 | Re d'Aragona, re di Sicilia, re di Sardegna, re di Maiorca, re di Valencia, conte di Barcellona e delle altre contee catalane, re consorte di Castiglia | Ferdinando III | Isabella di Castiglia | Figlio di Giovanni II d'Aragona e Giovanna Enríquez Con il trattato segreto di Granada ottenne il titolo di duca di Calabria come erede del Regno di Napoli |
|          | Giovanna d'Aragona   | Ferdinando III | 6 novembre 1479 | 31 marzo 1504        | 23 gennaio 1516 Salita al trono napoletano | 12 aprile 1555  | Regina di Castiglia | Giovanna III   | Filippo I d'Asburgo   | Figlia di Ferdinando III e Isabella di Castiglia |

### Casato d'Asburgo di Spagna
Quando il Regno di Napoli venne unito alla corona di Spagna i primogeniti dei re di Spagna usarono sia il titolo di principe delle Asturie, che spetta all'erede spagnolo, sia quello di duca di Calabria.
 Asburgo di Spagna 
| Immagine | Nome                                            | Erede di     | Nascita          | Duca di Calabria dal | Duca di Calabria fino al                                                | Morte             | Altri titoli | Nome da Re  | Duchessa di Calabria  | Note |
| -------- | ----------------------------------------------- | ------------ | ---------------- | -------------------- | ----------------------------------------------------------------------- | ----------------- | --- | ----------- | --------------------- | --- |
|          | Carlo d'Asburgo                                 | Giovanna III | 24 febbraio 1500 | 23 gennaio 1516      | 25 luglio 1554 Abdicazione al trono napoletano ceduto al figlio Filippo | 21 settembre 1558 | Imperatore del Sacro Romano Impero, re di Germania, arciduca d'Austria, re di Spagna e delle Indie, principe sovrano dei Paesi Bassi, duca di Borgogna, re di Sicilia, re di Sardegna e re d'Italia | Carlo IV    | Isabella d'Aviz       | Figlio di Giovanna III e Filippo I d'Asburgo Tra i suoi titoli usò anche quello di duca di Calabria nei suoi editti e costituzioni quando divenne re di Napoli |
|          | Filippo d'Asburgo                               | Carlo IV     | 21 maggio 1527   | 21 maggio 1527       | 25 luglio 1554 Salito al trono napoletano                               | 13 settembre 1598 | Duca di Milano | Filippo I   | Maria Emanuela d'Aviz | Figlio di Carlo IV e Isabella d'Aviz |
|          | Carlo d'Asburgo                                 | Filippo I    | 8 luglio 1545    | 1553                 | 24 luglio 1568                                                          | 24 luglio 1568    | – | –           | –                     | Figlio di Filippo I e Maria Emanuela d'Aviz |
|          | Ferdinando d'Aragona                            | Filippo I    | 4 dicembre 1571  | 4 dicembre 1571      | 18 ottobre 1578                                                         | 18 ottobre 1578   | – | –           | –                     | Figlio di Filippo I e Anna d'Asburgo (1549-1580) |
|          | Diego d'Asburgo                                 | Filippo I    | 12 luglio 1575   | 1º marzo 1580        | 21 novembre 1582                                                        | 21 novembre 1582  | – | –           | –                     | Figlio di Filippo I e Anna d'Asburgo (1549-1580) |
|          | Filippo d'Asburgo                               | Filippo I    | 14 aprile 1578   | 1582                 | 13 settembre 1598 Salito al trono napoletano                            | 31 marzo 1621     | – | Filippo II  | –                     | Figlio di Filippo I e Anna d'Asburgo (1549-1580) |
|          | Filippo Domenico Vittorio della Croce d'Asburgo | Filippo II   | 8 aprile 1605    | 8 aprile 1605        | 31 marzo 1621 Salito al trono napoletano                                | 17 settembre 1665 | – | Filippo III | Elisabetta di Borbone | Figlio di Filippo II e Margherita d'Austria-Stiria |
|          | Baltasar Carlos d'Asburgo                       | Filippo III  | 17 ottobre 1629  | 7 marzo 1632         | 9 ottobre 1646                                                          | 9 ottobre 1646    | – | –           | –                     | Figlio di Filippo III e Margherita d'Austria-Stiria |
|          | Filippo Prospero d'Asburgo                      | Filippo III  | 28 novembre 1657 | 28 novembre 1657     | 1º novembre 1661                                                        | 1º novembre 1661  | – | –           | –                     | Figlio di Filippo III e Maria Anna d'Asburgo |
|          | Carlo d'Asburgo                                 | Filippo III  | 6 novembre 1661  | 6 novembre 1661      | 17 settembre 1665 Salito al trono napoletano                            | 1º novembre 1700  | – | Carlo V     | –                     | Figlio di Filippo III e Maria Anna d'Asburgo |

### Casato di Borbone-Spagna
Borbone di Spagna 
| Immagine | Nome                                         | Erede di   | Nascita        | Duca di Calabria dal | Duca di Calabria fino al | Morte          | Altri titoli | Nome di regno | Duchessa di Calabria | Note                                         |
| -------- | -------------------------------------------- | ---------- | -------------- | -------------------- | ------------------------ | -------------- | ------------ | ------------- | -------------------- | -------------------------------------------- |
|          | Ferdinando Giuseppe Luigi Filippo di Borbone | Filippo IV | 25 agosto 1707 | 25 agosto 1707       | 11 gennaio 1713          | 31 agosto 1724 | –            | –             | –                    | Figlio di Filippo IV e Maria Luisa di Savoia |

### Casato d'Asburgo d'Austria
Asburgo d'Austria 
| Immagine | Nome                        | Erede di | Nascita        | Duca di Calabria dal | Duca di Calabria fino al | Morte           | Altri titoli | Nome di regno | Duchessa di Calabria | Note                                                               |        |
| -------- | --------------------------- | -------- | -------------- | -------------------- | ------------------------ | --------------- | ------------ | ------------- | -------------------- | ------------------------------------------------------------------ | ------ |
|          | Leopoldo Giovanni d'Asburgo | Carlo VI | 13 aprile 1716 | 13 aprile 1716       | 4 novembre 1716          | 4 novembre 1716 | –            | –             | –                    | Figlio di Carlo VI e Elisabetta Cristina di Brunswick-Wolfenbüttel | [ 15 ] |

### Casato di Borbone-Due Sicilie
Come titolo reale per l'erede al trono:
Borbone delle Due Sicilie 
| Immagine | Nome                                                            | Erede di          | Nascita         | Duca di Calabria dal | Duca di Calabria fino al                          | Morte             | Altri titoli                  | Nome da Re    | Duchessa di Calabria                                               | Note |
| -------- | --------------------------------------------------------------- | ----------------- | --------------- | -------------------- | ------------------------------------------------- | ----------------- | ----------------------------- | ------------- | ------------------------------------------------------------------ | --- |
|          | Filippo Antonio Gennaro Pasquale Francesco de Paula di Borbone  | Carlo (VII)       | 13 giugno 1747  | 13 giugno 1747       | 19 settembre 1777                                 | 19 settembre 1777 | –                             | –             | –                                                                  | Figlio di Carlo (VII) e Maria Amalia di Sassonia (escluso dalla successione a causa del ritardo mentale) |
|          | Carlo Tito Francesco Giuseppe di Borbone                        | Ferdinando IV     | 4 gennaio 1775  | 19 settembre 1777    | 17 dicembre 1778                                  | 17 dicembre 1778  | –                             | –             | –                                                                  | Figlio di Ferdinando IV e Maria Carolina d'Asburgo-Lorena (morì prima di salire al trono)                |
|          | Francesco Gennaro Giuseppe Saverio Giovanni Battista di Borbone | Ferdinando I (IV) | 19 agosto 1777  | 19 agosto 1777       | 4 gennaio 1825 Salito al trono delle due Sicilie  | 8 novembre 1830   | Reggente del Regno di Sicilia | Francesco I   | Maria Clementina d'Asburgo-Lorena Maria Isabella di Borbone-Spagna | Figlio di Ferdinando I (IV) e Maria Carolina d'Asburgo-Lorena                                            |
|          | Ferdinando Carlo Maria di Borbone                               | Francesco I       | 12 gennaio 1810 | 4 gennaio 1825       | 8 novembre 1830 Salito al trono delle due Sicilie | 22 maggio 1859    | –                             | Ferdinando II | –                                                                  | Figlio di Francesco I e Maria Isabella di Borbone-Spagna                                                 |
|          | Francesco d'Assisi Maria Leopoldo di Borbone                    | Ferdinando II     | 16 gennaio 1836 | 16 gennaio 1836      | 22 maggio 1859 Salito al trono delle due Sicilie  | 27 dicembre 1894  | –                             | Francesco II  | Maria Sofia di Baviera                                             | Figlio di Ferdinando II e Maria Cristina di Savoia                                                       |

 Dopo la fine del regno 
| Immagine | Nome                                                                                 | Erede di     | Nascita          | Duca di Calabria dal | Duca di Calabria fino al                                    | Morte           | Altri titoli                                                                               | Nome da pretendente Re                            | Duchessa di Calabria                    | Note |
| -------- | ------------------------------------------------------------------------------------ | ------------ | ---------------- | -------------------- | ----------------------------------------------------------- | --------------- | ------------------------------------------------------------------------------------------ | ------------------------------------------------- | --------------------------------------- | --- |
|          | Alfonso Maria Giuseppe Alberto di Borbone                                            | Francesco II | 28 marzo 1841    | 8 giugno 1886        | 27 dicembre 1894 Salito al trono titolare delle Due Sicilie | 26 maggio 1934  | Conte di Caserta, Duca di spettanza di Noto, Duca di spettanza di Calabria, Duca di Castro | Alfonso I Come re titolare delle Due Sicilie      | Maria Antonietta di Borbone-Due Sicilie | Figlio di Ferdinando II e Maria Teresa d'Asburgo-Teschen Fratellastro di Francesco II (non ha mai utilizzato il titolo ma è divenuto Duca di Calabria alla morte del Principe Luigi, Conte di Trani nel 1886) |
|          | Ferdinando Pio Maria di Borbone                                                      | Alfonso I    | 25 luglio 1869   | 27 dicembre 1894     | 26 maggio 1934 Salito al trono titolare delle Due Sicilie   | 7 gennaio 1960  | Duca di Noto, Conte di Caserta                                                             | Ferdinando III Come re titolare delle Due Sicilie | Maria Ludovica Teresa di Baviera        | Figlio di Alfonso I e Maria Antonietta di Borbone-Due Sicilie |
|          | Alfonso Maria Leo Christinus Alfonso di Liguori Antonio Francesco Saverio di Borbone | –            | 30 novembre 1901 | 7 gennaio 1960       | 3 febbraio 1964                                             | 3 febbraio 1964 | Conte di Caserta, Infante di Spagna, Erede presuntivo al trono di Spagna                   | –                                                 | Alice di Borbone-Parma                  | Figlio di Carlo Tancredi di Borbone-Due Sicilie e Maria de las Mercedes di Borbone-Spagna Ferdinando III |
|          | Carlo Maria Alfonso Marcello di Borbone                                              | –            | 16 gennaio 1938  | 3 febbraio 1964      | 5 ottobre 2015                                              | 5 ottobre 2015  | Conte di Caserta, Infante di Spagna                                                        | –                                                 | Anna d'Orléans                          | Figlio di Alfonso Maria di Borbone-Due Sicilie e Alice di Borbone-Parma |
|          | Pietro Giovanni Maria Alessio di Borbone                                             | –            | 16 ottobre 1968  | 5 ottobre 2015       | in carica                                                   | in carica       | Conte di Caserta e Grande di Spagna                                                        | –                                                 | Sofía Landaluce y Melgarejo             | Figlio di Carlo Maria di Borbone-Due Sicilie e Anna d'Orléans |